# SN 185
SN 185 (również RCW 86) – supernowa zaobserwowana w 185 roku w pobliżu gwiazdy Alfa Centauri pomiędzy gwiazdozbiorem Cyrkla i Centaura. Jest to przypuszczalnie pierwsza supernowa zarejestrowana przez człowieka, jedna spośród zaledwie ośmiu znanych supernowych z Drogi Mlecznej widocznych gołym okiem. Pozostawała widoczna na nocnym niebie przez osiem miesięcy.
Gazowe powłoki RCW 86 są pozostałością po tej supernowej. Odległość do tego obiektu szacowana jest na 8200 lat świetlnych, a średnica tego obiektu to około 50 lat świetlnych. Jego promieniowanie rentgenowskie wskazuje na dobre dopasowanie do oczekiwanego wieku SN 185, a duża zawartość żelaza dowodzi, że eksplozja która go utworzyła była supernową typu Ia. To tłumaczy także duży rozmiar tej pozostałości, wynikający z szybszej ekspansji gazowej powłoki niż w przypadku supernowej, którą tworzy kolaps jądra gwiazdy.